# Aconitum liouii
Aconitum liouii är en ranunkelväxtart som beskrevs av Wen Tsai Wang. Aconitum liouii ingår i släktet stormhattar, och familjen ranunkelväxter. Inga underarter finns listade i Catalogue of Life.